# Кротюк Володимир Леонідович
Володимир Леонідович Кротюк (нар. 31 травня 1953, село Бабушки, Чуднівський район, Житомирська область) — український банкір. Перебував на посаді заступника голови Національного банку України у 2000—2012 рр. З березня 2014 — перший заступника голови Національного банку України (банківський нагляд, юридична служба НБУ та фінансовий моніторинг). У липні 2014 вийшов на пенсію.

## Освіта
Освіта вища. У 1979 закінчив Київський університет імені Тараса Шевченка, юридичний факультет.
Кандидат юридичних наук. Кандидатських дисертація «Правовий статус національного банку України» (з 1999 — Інститут держави і права імені В. М. Корецького НАН України).

## Трудова діяльність
У 1984–1994 — на керівних посадах в Прокуратурі України.
З 1994 — начальник юридичного управління, з 1996 до серпня 2000 — директор юридичного департаменту НБУ.
Член авторських колективів з розробки понад 20 проєктів законів України, зокрема: «Про Національний банк України», «Про банки і банківську діяльність». Співавтор підручника «Національний банк України і грошово-кредитна політика» (1999), навчального посібника «Банківське право України» (2000), монографії «Національний банк — центр банківської системи України (організаційно-правовий аналіз)» (2000).

## Нагороди та звання
- Заслужений юрист України
- Державний службовець 2-го рангу